# گلنکورا رالف
گلنکورا رالف (انگلیسی: Glencora Ralph؛ زادهٔ ۸ اوت ۱۹۸۸) بازیکن زنواترپلو اهل استرالیا است.
وی در مسابقات کشوری و بین‌المللی در مجموع برندهٔ ۲ مدال طلا، ۳ مدال نقره، ۲ مدال برنز شده‌است.